# Сан Бричо (Верона)
Сан Бричо је насеље у Италији у округу Верона, региону Венето.
Према процени из 2011. у насељу је живело 618 становника. Насеље се налази на надморској висини од 213 м.